# كافاليرليون
كافاليرليون هي بلدية في مقاطعة كونيو في منطقة بيدمونت الإيطالية تقع على بعد نحو 35 كيلومتر (22 ميل) جنوب تورينو ونحو 40 كيلومتر (25 ميل) شمال كونيو.
تقع كافاليرليون على حدود البلديات التالية: كافاليرماجوري وموريلو وراكونيجي وروفيا.